# Tournoi de Londres de rugby à sept 2012
Navigation
2011 2013
Le Tournoi de Londres de rugby à sept 2012 (anglais : London rugby sevens 2012) est la 9e et dernière étape de la saison 2011-2012 du IRB Sevens World Series. Elle se déroule les 12 et 13 mai 2012 au Stade de Twickenham à Londres, en Angleterre.
La victoire finale revient à l'équipe des Fidji, qui bat en finale l'équipe des Samoa sur le score de 38 à 15.

## Équipes participantes
Seize équipes participent au tournoi (douze équipes permanentes plus quatre invitées) :
- Afrique du Sud
- Angleterre
- Argentine
- Australie
- Écosse
- Espagne (invitée)
- États-Unis
- Fidji
- France
- Pays de Galles
- Kenya
- Nouvelle-Zélande
- Portugal (invitée)
- Russie (invitée)
- Samoa
- Zimbabwe (invitée)

## Phase de poules

### Poule A
| Rang | Pays             | J | V | N | D | Pm | Pe | Diff | Pts |
| ---- | ---------------- | - | - | - | - | -- | -- | ---- | --- |
| 1    | Nouvelle-Zélande | 3 | 3 | 0 | 0 | 88 | 17 | +71  | 9   |
| 2    | Argentine        | 3 | 2 | 0 | 1 | 48 | 41 | +7   | 7   |
| 3    | Russie           | 3 | 1 | 0 | 2 | 42 | 92 | -50  | 5   |
| 4    | Kenya            | 3 | 0 | 0 | 3 | 31 | 59 | -28  | 3   |

|  | Nouvelle-Zélande | 15 - 10 | Argentine | Stade de Twickenham, Londres |
|  |                  |         |           | Stade de Twickenham, Londres |
|  |                  |         |           | Stade de Twickenham, Londres |

|  | Russie | 21 - 19 | Kenya | Stade de Twickenham, Londres |
|  |        |         |       | Stade de Twickenham, Londres |
|  |        |         |       | Stade de Twickenham, Londres |

|  | Argentine | 24 - 14 | Russie | Stade de Twickenham, Londres |
|  |           |         |        | Stade de Twickenham, Londres |
|  |           |         |        | Stade de Twickenham, Londres |

|  | Nouvelle-Zélande | 24 - 0 | Kenya | Stade de Twickenham, Londres |
|  |                  |        |       | Stade de Twickenham, Londres |
|  |                  |        |       | Stade de Twickenham, Londres |

|  | Argentine | 14 - 12 | Kenya | Stade de Twickenham, Londres |
|  |           |         |       | Stade de Twickenham, Londres |
|  |           |         |       | Stade de Twickenham, Londres |

|  | Nouvelle-Zélande | 49 - 7 | Russie | Stade de Twickenham, Londres |
|  |                  |        |        | Stade de Twickenham, Londres |
|  |                  |        |        | Stade de Twickenham, Londres |

### Poule B
| Rang | Pays       | J | V | N | D | Pm | Pe | Diff | Pts |
| ---- | ---------- | - | - | - | - | -- | -- | ---- | --- |
| 1    | Samoa      | 3 | 3 | 0 | 0 | 71 | 43 | +28  | 9   |
| 2    | Angleterre | 3 | 2 | 0 | 1 | 50 | 19 | +31  | 7   |
| 3    | France     | 3 | 1 | 0 | 2 | 38 | 69 | -31  | 5   |
| 4    | États-Unis | 3 | 0 | 0 | 3 | 37 | 65 | -28  | 3   |

|  | Samoa | 14 - 7 | Angleterre | Stade de Twickenham, Londres |
|  |       |        |            | Stade de Twickenham, Londres |
|  |       |        |            | Stade de Twickenham, Londres |

|  | France | 19 - 15 | États-Unis | Stade de Twickenham, Londres |
|  |        |         |            | Stade de Twickenham, Londres |
|  |        |         |            | Stade de Twickenham, Londres |

|  | Samoa | 26 - 19 | France | Stade de Twickenham, Londres |
|  |       |         |        | Stade de Twickenham, Londres |
|  |       |         |        | Stade de Twickenham, Londres |

|  | Angleterre | 15 - 5 | États-Unis | Stade de Twickenham, Londres |
|  |            |        |            | Stade de Twickenham, Londres |
|  |            |        |            | Stade de Twickenham, Londres |

|  | Samoa | 31 - 17 | États-Unis | Stade de Twickenham, Londres |
|  |       |         |            | Stade de Twickenham, Londres |
|  |       |         |            | Stade de Twickenham, Londres |

|  | Angleterre | 28 - 0 | France | Stade de Twickenham, Londres |
|  |            |        |        | Stade de Twickenham, Londres |
|  |            |        |        | Stade de Twickenham, Londres |

### Poule C
| Rang | Pays           | J | V | N | D | Pm | Pe | Diff | Pts |
| ---- | -------------- | - | - | - | - | -- | -- | ---- | --- |
| 1    | Fidji          | 3 | 2 | 1 | 0 | 91 | 26 | +65  | 8   |
| 2    | Espagne        | 3 | 2 | 1 | 0 | 79 | 26 | +53  | 8   |
| 3    | Pays de Galles | 3 | 1 | 0 | 2 | 33 | 77 | -44  | 5   |
| 4    | Zimbabwe       | 3 | 0 | 0 | 3 | 12 | 86 | -74  | 3   |

|  | Fidji | 43 - 7 | Pays de Galles | Stade de Twickenham, Londres |
|  |       |        |                | Stade de Twickenham, Londres |
|  |       |        |                | Stade de Twickenham, Londres |

|  | Espagne | 38 - 0 | Zimbabwe | Stade de Twickenham, Londres |
|  |         |        |          | Stade de Twickenham, Londres |
|  |         |        |          | Stade de Twickenham, Londres |

|  | Espagne | 22 - 7 | Pays de Galles | Stade de Twickenham, Londres |
|  |         |        |                | Stade de Twickenham, Londres |
|  |         |        |                | Stade de Twickenham, Londres |

|  | Fidji | 29 - 0 | Zimbabwe | Stade de Twickenham, Londres |
|  |       |        |          | Stade de Twickenham, Londres |
|  |       |        |          | Stade de Twickenham, Londres |

|  | Pays de Galles | 19 - 12 | Zimbabwe | Stade de Twickenham, Londres |
|  |                |         |          | Stade de Twickenham, Londres |
|  |                |         |          | Stade de Twickenham, Londres |

|  | Fidji | 19 - 19 | Espagne | Stade de Twickenham, Londres |
|  |       |         |         | Stade de Twickenham, Londres |
|  |       |         |         | Stade de Twickenham, Londres |

### Poule D
| Rang | Pays           | J | V | N | D | Pm | Pe | Diff | Pts |
| ---- | -------------- | - | - | - | - | -- | -- | ---- | --- |
| 1    | Australie      | 3 | 3 | 0 | 0 | 72 | 34 | +38  | 9   |
| 2    | Afrique du Sud | 3 | 2 | 0 | 1 | 78 | 24 | +54  | 7   |
| 3    | Écosse         | 3 | 1 | 0 | 2 | 43 | 59 | -16  | 5   |
| 4    | Portugal       | 3 | 0 | 0 | 3 | 17 | 93 | -76  | 3   |

|  | Australie | 19 - 17 | Afrique du Sud | Stade de Twickenham, Londres |
|  |           |         |                | Stade de Twickenham, Londres |
|  |           |         |                | Stade de Twickenham, Londres |

|  | Écosse | 26 - 12 | Portugal | Stade de Twickenham, Londres |
|  |        |         |          | Stade de Twickenham, Londres |
|  |        |         |          | Stade de Twickenham, Londres |

|  | Afrique du Sud | 20 - 5 | Écosse | Stade de Twickenham, Londres |
|  |                |        |        | Stade de Twickenham, Londres |
|  |                |        |        | Stade de Twickenham, Londres |

|  | Australie | 26 - 5 | Portugal | Stade de Twickenham, Londres |
|  |           |        |          | Stade de Twickenham, Londres |
|  |           |        |          | Stade de Twickenham, Londres |

|  | Afrique du Sud | 41 - 0 | Portugal | Stade de Twickenham, Londres |
|  |                |        |          | Stade de Twickenham, Londres |
|  |                |        |          | Stade de Twickenham, Londres |

|  | Australie | 27 - 12 | Écosse | Stade de Twickenham, Londres |
|  |           |         |        | Stade de Twickenham, Londres |
|  |           |         |        | Stade de Twickenham, Londres |

## Phase finale
Résultats de la phase finale

### Tournois principaux

#### Cup
|  | Quarts de finale | Quarts de finale |       |                  | Demi-finales           | Demi-finales |  |  | Finale    | Finale |
|  | Quarts de finale | Quarts de finale |       |                  | Demi-finales           | Demi-finales |  |  | Finale    | Finale |
|  |                  |                  |       |                  |                        |              |  |  |           |        |
|  |                  |                  |       |                  |                        |              |  |  |           |        |
|  |                  |                  |       |                  |                        |              |  |  |           |        |
|  | Fidji            | 21               |       |                  |                        |              |  |  |           |        |
|  | Fidji            | 21               |       |                  |                        |              |  |  |           |        |
|  | Angleterre       | 14               |       |                  |                        |              |  |  |           |        |
|  | Angleterre       | 14               | Fidji | 31               |                        |              |  |  |           |        |
|  |                  |                  | Fidji | 31               |                        |              |  |  |           |        |
|  |                  | Nouvelle-Zélande | 7     |                  |                        |              |  |  |           |        |
|  | Nouvelle-Zélande | Nouvelle-Zélande | 7     | 36               |                        |              |  |  |           |        |
|  | Nouvelle-Zélande |                  |       | 36               |                        |              |  |  |           |        |
|  | Afrique du Sud   | 0                |       |                  |                        |              |  |  |           |        |
|  | Afrique du Sud   | 0                | Fidji | 38               |                        |              |  |  |           |        |
|  |                  |                  | Fidji | 38               |                        |              |  |  |           |        |
|  |                  | Samoa            | 25    |                  |                        |              |  |  |           |        |
|  | Samoa            | Samoa            | 25    | 22               |                        |              |  |  |           |        |
|  | Samoa            |                  |       | 22               |                        |              |  |  |           |        |
|  | Espagne          | 7                |       |                  |                        |              |  |  |           |        |
|  | Espagne          | 7                | Samoa | 21               |                        |              |  |  |           |        |
|  |                  |                  | Samoa | 21               | Match pour la 3e place |              |  |  |           |        |
|  |                  | Argentine        | 19    |                  |                        |              |  |  |           |        |
|  | Argentine        | Argentine        | 19    | 12               |                        |              |  |  |           |        |
|  | Argentine        |                  |       | 12               |                        |              |  |  |           |        |
|  | Australie        | 7                |       | Nouvelle-Zélande | 40                     |              |  |  |           |        |
|  | Australie        | 7                |       | Nouvelle-Zélande | 40                     |              |  |  |           |        |
|  |                  |                  |       |                  |                        |              |  |  | Argentine | 0      |
|  |                  |                  |       |                  |                        |              |  |  | Argentine | 0      |

#### Bowl
|  | Quarts de finale | Quarts de finale |                |    | Demi-finales | Demi-finales |  |  | Finale | Finale |
|  | Quarts de finale | Quarts de finale |                |    | Demi-finales | Demi-finales |  |  | Finale | Finale |
|  |                  |                  |                |    |              |              |  |  |        |        |
|  |                  |                  |                |    |              |              |  |  |        |        |
|  |                  |                  |                |    |              |              |  |  |        |        |
|  | Pays de Galles   | 28               |                |    |              |              |  |  |        |        |
|  | Pays de Galles   | 28               |                |    |              |              |  |  |        |        |
|  | États-Unis       | 19               |                |    |              |              |  |  |        |        |
|  | États-Unis       | 19               | Pays de Galles | 28 |              |              |  |  |        |        |
|  |                  |                  | Pays de Galles | 28 |              |              |  |  |        |        |
|  |                  | Portugal         | 26             |    |              |              |  |  |        |        |
|  | Portugal         | Portugal         | 26             | 24 |              |              |  |  |        |        |
|  | Portugal         |                  |                | 24 |              |              |  |  |        |        |
|  | Russie           | 17               |                |    |              |              |  |  |        |        |
|  | Russie           | 17               | Pays de Galles | 27 |              |              |  |  |        |        |
|  |                  |                  | Pays de Galles | 27 |              |              |  |  |        |        |
|  |                  | Écosse           | 5              |    |              |              |  |  |        |        |
|  | Écosse           | Écosse           | 5              | 21 |              |              |  |  |        |        |
|  | Écosse           |                  |                | 21 |              |              |  |  |        |        |
|  | Kenya            | 5                |                |    |              |              |  |  |        |        |
|  | Kenya            | 5                | Écosse         | 31 |              |              |  |  |        |        |
|  |                  |                  | Écosse         | 31 |              |              |  |  |        |        |
|  |                  | Zimbabwe         | 19             |    |              |              |  |  |        |        |
|  | Zimbabwe         | Zimbabwe         | 19             | 19 |              |              |  |  |        |        |
|  | Zimbabwe         |                  |                | 19 |              |              |  |  |        |        |
|  | France           | 17               |                |    |              |              |  |  |        |        |
|  | France           | 17               |                |    |              |              |  |  |        |        |

### Matchs de classement

#### Plate
|  | Demi-finales   | Demi-finales |           |    | Finale | Finale |
|  | Demi-finales   | Demi-finales |           |    | Finale | Finale |
|  |                |              |           |    |        |        |
|  |                |              |           |    |        |        |
|  |                |              |           |    |        |        |
|  | Australie      | 17           |           |    |        |        |
|  | Australie      | 17           |           |    |        |        |
|  | Espagne        | 12           |           |    |        |        |
|  | Espagne        | 12           | Australie | 14 |        |        |
|  |                |              | Australie | 14 |        |        |
|  |                | Angleterre   | 12        |    |        |        |
|  | Angleterre     | Angleterre   | 12        | 19 |        |        |
|  | Angleterre     |              |           | 19 |        |        |
|  | Afrique du Sud | 17           |           |    |        |        |
|  | Afrique du Sud | 17           |           |    |        |        |

#### Shield
|  | Demi-finales | Demi-finales |        |    | Finale | Finale |
|  | Demi-finales | Demi-finales |        |    | Finale | Finale |
|  |              |              |        |    |        |        |
|  |              |              |        |    |        |        |
|  |              |              |        |    |        |        |
|  | France       | 17           |        |    |        |        |
|  | France       | 17           |        |    |        |        |
|  | Kenya        | 14           |        |    |        |        |
|  | Kenya        | 14           | France | 19 |        |        |
|  |              |              | France | 19 |        |        |
|  |              | États-Unis   | 12     |    |        |        |
|  | États-Unis   | États-Unis   | 12     | 38 |        |        |
|  | États-Unis   |              |        | 38 |        |        |
|  | Russie       | 12           |        |    |        |        |
|  | Russie       | 12           |        |    |        |        |

## Bilan
Statistiques sportives 
- Meilleur marqueur du tournoi :  Tom Iosefo (8 essais)
- Meilleur réalisateur du tournoi :  Tomasi Cama (60 points)